# Из искры возгорится пламя

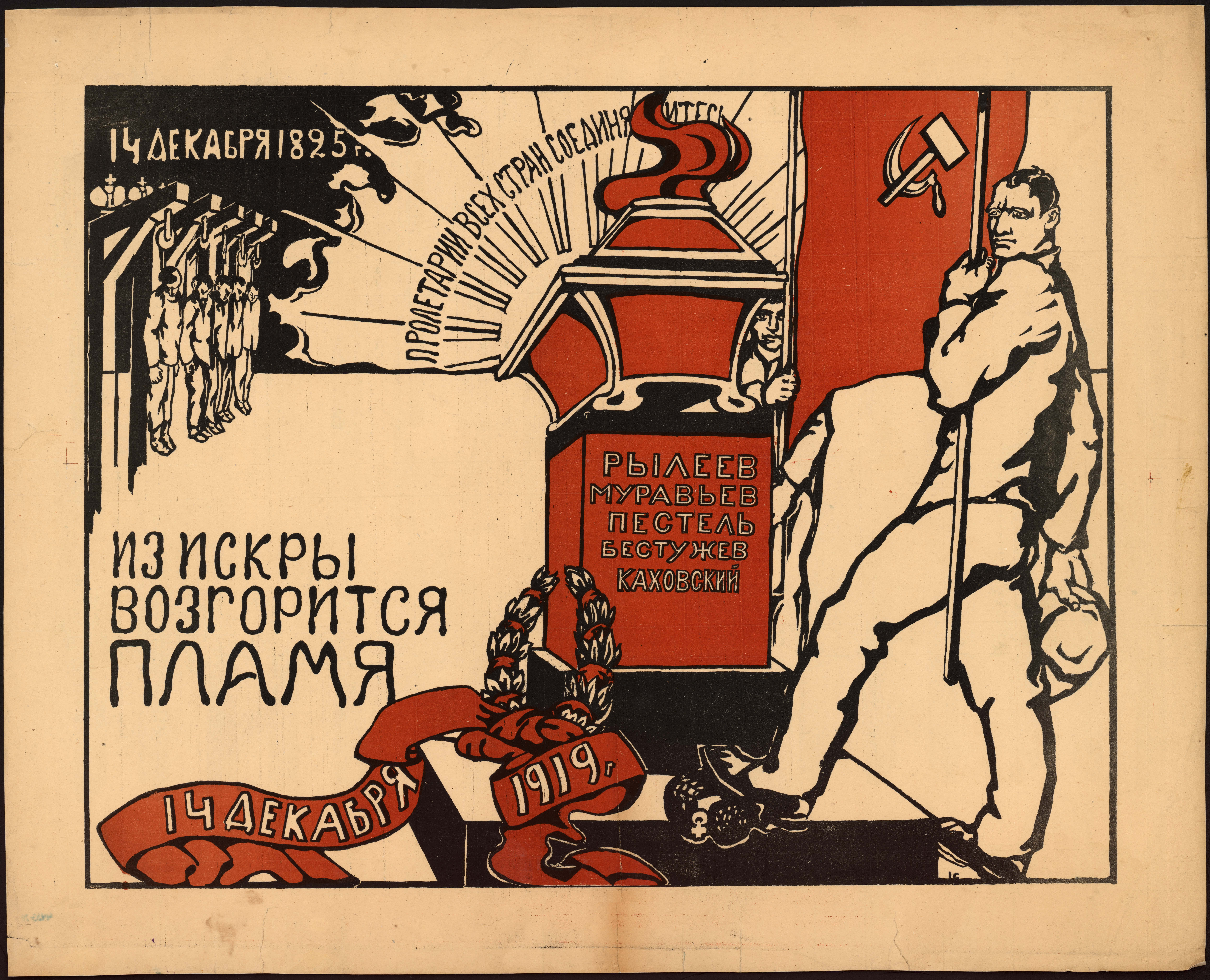
Советский плакат «Из искры возгорится пламя. 14 декабря 1825 —
14 декабря 1919»

«Из и́скры возгори́тся пла́мя» — крылатое выражение и пословица, означающая, что один небольшой, вдохновляющий и благородный пример может сподвигнуть на активные действия многих его последователей. Также может быть употреблено как подтверждение неизбежности перемен, для наступления которых сделаны первые шаги.
Происходит из стихотворения А. И. Одоевского «Струн вещих пламенные звуки…»:
…Наш скорбный труд не пропадёт:

Из и́скры возгорится пламя,

И просвещённый наш народ

Сберётся под святое знамя.
Мечи скуём мы из цепей

И вновь зажжём огонь свободы,

И с нею грянем на царей —

И радостно вздохнут народы.
Оно было написано в ответ на стихотворение А. С. Пушкина «Во глубине сибирских руд» (1827 года), поддерживающего оппозиционное движение декабристов.
В 1900 году фраза стала эпиграфом первой российской революционной газеты «Искра».